# Медицинская драма
Медици́нская дра́ма (англ. Medical drama) — телевизионный сериал, в центре которого находится больница и работа врачей.
Большинство эпизодов медицинских драм являются часовыми, и практически всегда их действие происходит в больнице. Большинство современных медицинских сериалов выходят за рамки жанра, в основном уходя в сторону межличностных отношений.

## История
Первой медицинской драмой принято считать сериал Dr. Kildare, который вышел в США в 1961 году. Шоу достигло определённого успеха, и вскоре на телевидении начали появляться аналогичные сериалы. Первой медицинской драмой, поднявшейся на вершину телевизионных рейтингов, стал сериал «Доктор Маркус Уэлби» (1969—1976), в первую очередь достигший успеха, благодаря нестандартным случаям. В 1972 году впервые вышел в эфир сериал «МЭШ». Несмотря на то, что тон сериала в целом был комедийным, в нём множество раз затрагивались темы войны и смерти. Эта тенденция совмещения комедии и драмы в медицинских сериалах позднее перекочевала в такие сериалы, как «Клиника», «Доктор Хаус», «Дорогой доктор», «Скорая помощь», «Доктор Дуги Хаузер», «Анатомия страсти».